# Vittorio Filippini
Vittorio Filippini (Verona, 1º agosto 1914 – 24 aprile 1974) è stato un architetto italiano.

## Biografia
Si laureò in architettura a Venezia nel 1942 per poi iscriversi all'albo degli architetti veronesi a partire dal 1945.
Fu allievo di Ettore Fagiuoli collaborando con il maestro nel lavoro di scenografo per l'Festival lirico areniano.
Dopo la guerra si occupò di numerosi restauri e rafforzamenti di alcuni edifici della città, per conto della Soprintendenza. In proposito si ricordano i lavori eseguiti sul palazzo del Podestà, palazzo dei Diamanti, Museo Maffeiano, chiese di San Fermo, San Procolo e San Pietro Incarnaio.
La sua opera maggiore è sicuramente il nuovo teatro, con il cinema sotterraneo, dell'Accademia Filarmonica dopo aver vinto il relativo concorso nel 1947.
Al termine della seconda guerra mondiale diventò presidente dell'Ordine degli architetti e membro della commissione edilizia cittadina come rappresentante della Soprintendenza.

### Morte
Si spense il 24 aprile 1974 in seguito ad una lunga malattia che lo costrinse al ritiro fin dagli anni sessanta.